# Thalpophila vittalba
Thalpophila vittalba är en fjärilsart som beskrevs av Treitschke 1835. Thalpophila vittalba ingår i släktet Thalpophila och familjen nattflyn. Inga underarter finns listade i Catalogue of Life.